# Reichsbutigler
Der Reichsbutigler (von Butigler, „Mundschenk“) war ein kaiserlicher Verwaltungsbeamter im Hochmittelalter.

## Einrichtung des Amtes
Das mittelalterliche Reich besaß zahlreiche weit verstreute Reichsgüter, die nicht zum Herrschaftsbereich von weltlichen oder geistlichen Territorialherren gehörten, sondern unmittelbar der königlichen Gewalt unterstanden. Besonders zahlreich war der Reichsbesitz in Franken und Schwaben, den Stammesherzogtümern der salischen und der staufischen Dynastien. Um die Verwaltung dieses Besitzes zu straffen und zu vereinheitlichen, wurde von Kaiser Heinrich VI. eine Neuordnung der Verwaltungsorganisation des Reichsgutes vorgenommen. Heinrich VI. teilte zunächst die Aufgaben: die militärischen Bereiche wurden dem Burggrafen von Nürnberg übertragen, der damit Herr der Nürnberger Reichsburg und der Burgmannen wurde und der für die Verteidigung der Stadt zuständig wurde. Für die Erledigung der zivilen Aufgaben schuf der Kaiser eine neue Verwaltungsbehörde, an deren Spitze er einen Reichsministerialen setzte, den so genannten Reichsbutigler, in den lateinisch abgefassten Urkunden wird er als buticularius imperii  bezeichnet.

## Aufgaben des Reichsbutiglers
Der Reichsbutigler stand als oberster kaiserlicher Zivilbeamter den zahlreichen aus der Reichsministerialität stammenden Beamten vor. Er stammte ebenfalls aus der Reichsministerialität und wurde aber in einer Urkunde dementsprechend als major inter officiales genannt. Neben seiner Hauptaufgabe, nämlich das Reichsgut zu verwalten, hatte er die dem Kaiser zustehenden Abgaben einzuziehen. Er durfte im Namen des Kaisers Münzen prägen lassen, sogar mit seinem Bild, und hatte die dem Reich zustehenden Dienste der kaiserlichen Dienstleute einzufordern. Eine weitere wichtige Aufgabe des Reichsbutiglers war eine richterliche Funktion, denn er war auch oberstes Organ der königlichen Hofgerichtsbarkeit und Schutzvogt für die Dienstleute und andere Schutzbedürftige. Als solcher  war er Vorsitzender im kaiserlichen Landgericht. Darüber hinaus übte er über die Klöster des Sprengel für den König/Kaiser die Schutzvogtei, z. B. über das Zisterzienser-Kloster Heilsbronn und das Prämonstratenser-Kloster Speinshart, aus.

## Verfall der Reichsmacht im Interregnum, Wegfall des Amtes
Mit dem Verfall der staufischen Macht nach dem Tode Kaiser Friedrich II. und dem Beginn des Interregnums bemächtigen mächtige Territorialherren sich nach und nach des Reichsguts. Damit verschwindet auch bald das Amt des Reichsbutiglers. Während noch in einer Urkunde von 1240 der Reichsbutigler als Träger und Repräsentant der kaiserlichen Landesherrschaft genannt wird, schmilzt der Machtbereich des Reiches und damit der des Reichsbutiglers immer mehr. Von 1246 bis 1258 war das Amt vakant; danach war es noch einmal kurz mit Heinrich von Stein und seinem Verwandten Hermann von Stein besetzt und verschwand dann aus den Annalen der Geschichte.

## Reichsbutigler in zeitlicher Reihenfolge
Erster Reichsbutigler wurde Reimar von Mögeldorf, dem sein Sohn Bruno im Amt nachfolgte, ohne dass ein Zeitraum der Amtsführung festgelegt werden kann. Dann wurden der Marschall Heinrich von Rasch, Konrad von Kornburg, dessen gleichnamiger Sohn Reichsbutigler. Dann folgten Marquard und dessen Sohn Jordan sowie Lupold und schließlich nach der Vakanz von 1246 bis 1258 Heinrich von Stein und dessen Verwandten Hermann.